# 萨莱尔姆
萨莱尔姆（法語：Salerm，法語發音：[salɛʁm]）是法国上加龙省的一个市镇，属于圣戈当区。

## 地理
萨莱尔姆（43°18'7"N, 0°48'59"E）面积5.87 平方千米，位于法国奧克西塔尼大區上加龙省，该省份为法国西南部内陆省份，西南端与西班牙接壤，自此顺时针与上比利牛斯省、热尔省、塔恩-加龙省、塔恩省、奥德省和阿列日省接壤。
与萨莱尔姆接壤的市镇（或旧市镇、城区）包括：法巴、利亚克、蒙贝尔纳、圣安德烈、圣弗拉茹、圣洛朗。

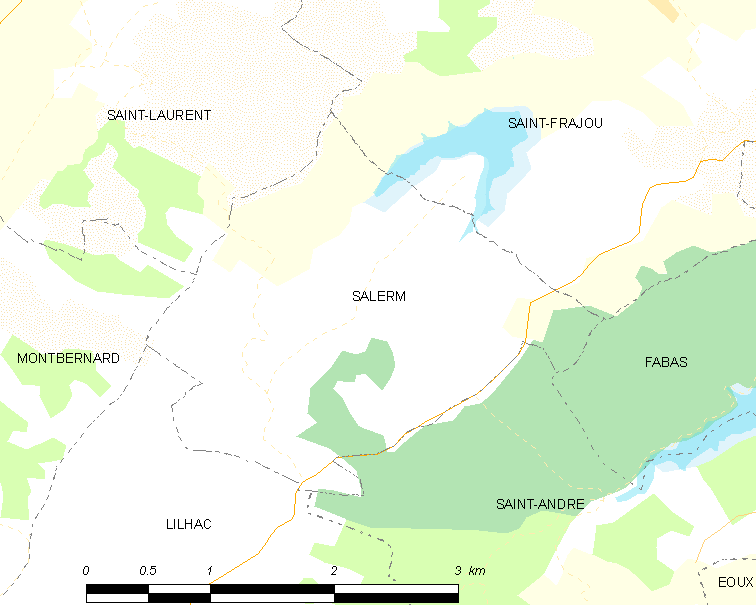
萨莱尔姆的OSM定位图

萨莱尔姆的时区为UTC+01:00、UTC+02:00（夏令时）。

## 行政
萨莱尔姆的邮政编码为31230，INSEE市镇编码为31522。

## 政治
萨莱尔姆所属的省级选区为卡泽尔县。

## 人口

1962-2008年间萨莱尔姆人口变化图示

萨莱尔姆于2022年1月1日时的人口数量为64人。